# Flower Mound, Texas
Flower Mound là một thị trấn thuộc quận Denton, tiểu bang Texas, Hoa Kỳ. Năm 2010, dân số của thị trấn này là 64669 người.

## Dân số
- Dân số năm 2000: 50702 người.
- Dân số năm 2010: 64669 người.